# Симметричная федерация
Симметри́чная федера́ция — федерация, которая характеризуется равноправием субъектов.
Симметричной является федерация, в основу устройства которой положено полное равноправие субъектов федерации, однородных по природе и равных по статусу.
Субъекты такой федерации имеют одинаковое название (земли, республики), одинаковую систему органов государственной власти и не отличаются какими-либо особенностями юридического статуса. Наблюдаются тенденции эволюционирования некогда классически симметричных федераций в асимметричные (или симметричные с элементами асимметрии). Примером такого рода федерации являются США и Германия.
Предполагается, что провозгласившая себя по Конституции 1994 года абсолютно симметричной федерацией Эфиопия в таком виде может просуществовать лишь непродолжительное время.
Большинство современных федеративных государств являются симметричными федерациями с элементами асимметрии. Это федерации, в которых все их субъекты признаются однородными по природе и статусу. В то же время конституции таких федераций допускают некоторые исключения из общего правила, не касающиеся различий государственного устройства.
Симметричными федерациями являются Австрия, Германия и США.